# Mattia Stabingher
Mattia Stabingher, o Stabinger o Staubingher (Firenze, 7 aprile 1739 – Venezia, 1815), è stato un compositore e flautista italiano di ascendenza tedesca.

## Biografia
Egli era figlio dell'oboista tedesco Melchior Stabinger, dal quale si presume ricevette i suoi primi rudimenti musicali. In seguito studiò flauto sotto la guida di Nicolas Dôthel, flautista francese attivo presso la corte fiorentina. Nel 1772 fu direttore dei concerti dell'Académie des Beaux-Arts di Lione, dove fu anche attivo come compositore e flautista. Dal 1778 al 1781 ottenne ampi successi come compositore di balletti e direttore d'orchestra per i balli a Milano, Venezia, Roma e Palermo. In seguito fu nominato maestro di cembalo a Varsavia e con la compagnia Mattei-Orecia si recò prima a San Pietroburgo e successivamente a Mosca, dove fu direttore dell'Opera Italiana al teatro Petrovsky; per questo palcoscenico compose l'opera Il finto pazzo per amore e l'oratorio metastasiano Betulia liberata. Tornato in Italia nel 1783, diede a Venezia, in occasione del Carnevale del 1784, L'astuzie di Bettina e scrisse musica da balletto per Vicenza e Cremona. Nel 1785, giunto nuovamente a Mosca, riprese la posizione che teneva precedentemente al teatro Petrovsky e successivamente riscuotendo numerosi consensi per produzione di due sue opere basate su un libretti in russo. Verso la fine del secolo lasciò la Russia e ritornò in Italia. Gli ultimi suoi anni di vita sono quelli più oscuri, in quanto ci giungono scarse informazioni sul suo conto; molto probabilmente fu a Lucca al servizio al servizio della Regina Maria Luisa di Etruria. Tuttavia rimane completamente sconosciuta la sua data precisa di morte, che avvenne probabilmente attorno al 1815 a Venezia.

## Considerazioni sull'artista
La maggior parte della musica di Stabingher è andata perduta, ma rimangono due suoi lavori teatrali, dall'analisi dei quali si osserva che egli fu un abile compositore.
Nell'ambito della musica strumentale Stabingher preferì dedicarsi ai vari generi di composizioni da camera (con l'impiego prevalente del flauto). I suoi quartetti op.6 sono i primi lavori noti di questa forma musicale ad essere stati scritti per quattro flauti senza una parte di basso.

## Composizioni

### Balletti
- Der glückliche Schiffbruch (1769-72, Vienna)
- L'Adelasia, o sia Lo scoprimento della figlia d'Ottone (1778, Mantova)
- La Merope
- Calipso abbandonata
- La morte d'Odoardo IV e Il sposo geloso
- Il trionfo di Alessandro
- Le aventure d'Ircana e La sconfitta della amazzone
- La congiura di Gloucester
- La forza d'amore e La pastorella fedele
- La Rosalia
- Ernelinda e Giscone
- La morte di Arrigo VI
- La pastorella delle Alpi
- La contadina astuta
- Alessandro nelle Indie
- La congiuara del duca di Gloucester
- Il matrimonio infelice
- Li zingari

### Opere
- Il finto pazzo per amore (opera, libretto di T. Mariani, 1782, Mosca)
- L'astuzie di Bettina (opera, 1784, Venezia)
- La Sarità delusa (opera buffa, libretto di Carlo Goldoni, 1784, Firenze)
- Baba-Yaga (opera comica, libretto di D. Gorchalov, 1786, Mosca)
- Pigmalion, ili Sila lyubvï (dramma per musica, libretto di T. V. Maykov, dopo Jean-Jacques Rousseau, 1787, Mosca)
- Neudachnaya zhenit'ba (opera, 1788, Mosca)

### Altri lavori vocali
- La Betulia liberata (oratorio, libretto di Pietro Metastasio, 1783, Mosca)
- La presa d'Ismaïl (allegoria, 1792, Mosca)
- La réconciliation de l'Europe (1801, Mosca)
- Orfeo (cantata, Mosca, 1792)
- 6 ariette (canzoncine) per soprano, violino e clavicembalo (1805)
- Caro bene, il mio dolore (rondò, per soprano e clavicembalo a quattro mani, 1805)

### Altra musica strumentale
- 6 duo per 2 flauti, op.1 (1772, Parigi)
- 6 quartetti per flauto, violino, viola e basso, op.2 (1773, Parigi)
- 6 trii per 2 violini e violoncello, op.3 (1775 ca., Parigi)
- 6 duo concertanti per 2 flauti, op.7 (1784, Venezia)
- 6 quartetti concertanti per flauto, 2 violini e basso, op.5 (1784-5, Venezia)
- 6 quartetti notturni per 4 flauti, op.6 (Venezia, 1784-5)
- 6 sonate per fortepiano e violino (Mosca, 1786)
- 3 divertimenti per flauto, violino, viola e violoncello (Venezia, 1787)
- Concerto per 2 flauti, archi e 2 corni
- Concerto per flauto e archi e 2 corni
- Trio in mi min. per 2 violini e violoncello
- Vari terzetti per flauto, violino e basso
- Duo per 2 flauti (o violino e flauto)
- Sonate per flauto e basso continuo
- Conversazione (6 sonate) per 2 clavicembali
- Trionfo del Armata Francese (suite per clavicembalo a quattro mani; 1805)

#### Di dubbia attribuzione
- Vari trii per 2 flauti/violini e basso (forse di Giuseppe Maria Cambini)
- Vari duetti per 2 flauti/violini (forse di Domenico Mancienelli)